# Umkomaas

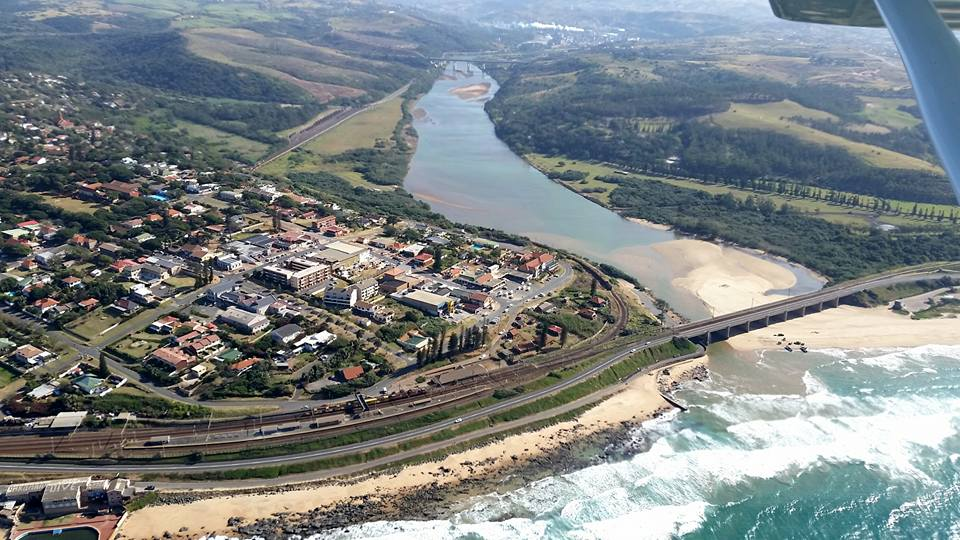

Umkomaas est une ville du sud-est de l'Afrique du Sud, dans la province du KwaZulu-Natal.
Le col de Hela Hela est proche.

## Liens
- Ressource relative à la musique :   - MusicBrainz
- Notices d'autorité :   - VIAF
  - LCCN
  - Israël
  - WorldCat